# Persona 3 Reload
Pour les articles homonymes, voir Persona 3.
Persona 3 Reload (en japonais ペルソナ3 リロード) est un jeu vidéo de rôle développé par Atlus et sorti le 2 février 2024 sur PlayStation 4 et 5, Windows, Xbox One et Series, et sur Nintendo Switch 2 le 23 octobre 2025. Le jeu est un remake de Shin Megami Tensei: Persona 3 sorti en 2006.
Tout comme le jeu de 2006, Persona 3 Reload raconte l'histoire d'un lycéen retournant dans sa ville natale une dizaine d'années après la mort de ses parents dans un accident de voiture. Il parvient rapidement à développer le potentiel d'invoquer un Persona, soit la matérialisation physique de son esprit, et rejoint un groupe d'utilisateurs de Persona pour vaincre les Ombres répandant le chaos dans la ville et découvrir le mystère de l'Heure Sombre.
Un remake de Persona 3 était fréquemment sollicité par les fans à la suite de la popularisation de la franchise grâce au succès de Persona 5. Atlus commence le développement de Persona 3 Reload dès 2019 et est officiellement annoncé en juin 2023. Le jeu suit fidèlement l'histoire de 2006 tout en améliorant les graphismes et fonctionnalités pour les mettre au même niveau que ceux dans Persona 5.
Le jeu reçoit un accueil généralement positif auprès de la presse, et se vend à un million d'exemplaires dans la semaine de sa sortie, ce qui en fait l'opus de la franchise à se vendre le plus rapidement.

## Commercialisation
Le jeu sort sur PlayStation 4 et 5, Windows et Xbox One et Series le 2 février 2024, puis sur Nintendo Switch 2 le 23 octobre 2025.

## Accueil

### Ventes
Dès la première semaine de sa sortie, Persona 3 Reload se vend à plus d'un million d'exemplaires, ce qui en fait l'opus de la franchise le plus rapide à se vendre à un million d'exemplaires,.
En juin 2025, Sega révèle que le jeu s'est écoulé à plus de 2 millions d'exemplaires à travers le monde.

### Traduction
- (en) Cet article est partiellement ou en totalité issu de l’article de Wikipédia en anglais intitulé « Persona 3 Reload » (voir la liste des auteurs).